# Prinerigone pigra
Prinerigone pigra là một loài nhện trong họ Linyphiidae.
Loài này thuộc chi Prinerigone. Prinerigone pigra được John Blackwall miêu tả năm 1862.